# بیوک ریویرا
بیوک ریویرا (Buick Riviera) یکی از مدل‌های تولیدی بیوک بود که از ۱۹۶۳ تا ۱۹۹۹ در هشت نسل تولید شد. از این مدل دو مدل مفهومی در سال‌های ۲۰۰۷ و ۲۰۱۳ نیز معرفی شده‌است.

## نسل اول ۱۹۶۳ تا ۱۹۶۵

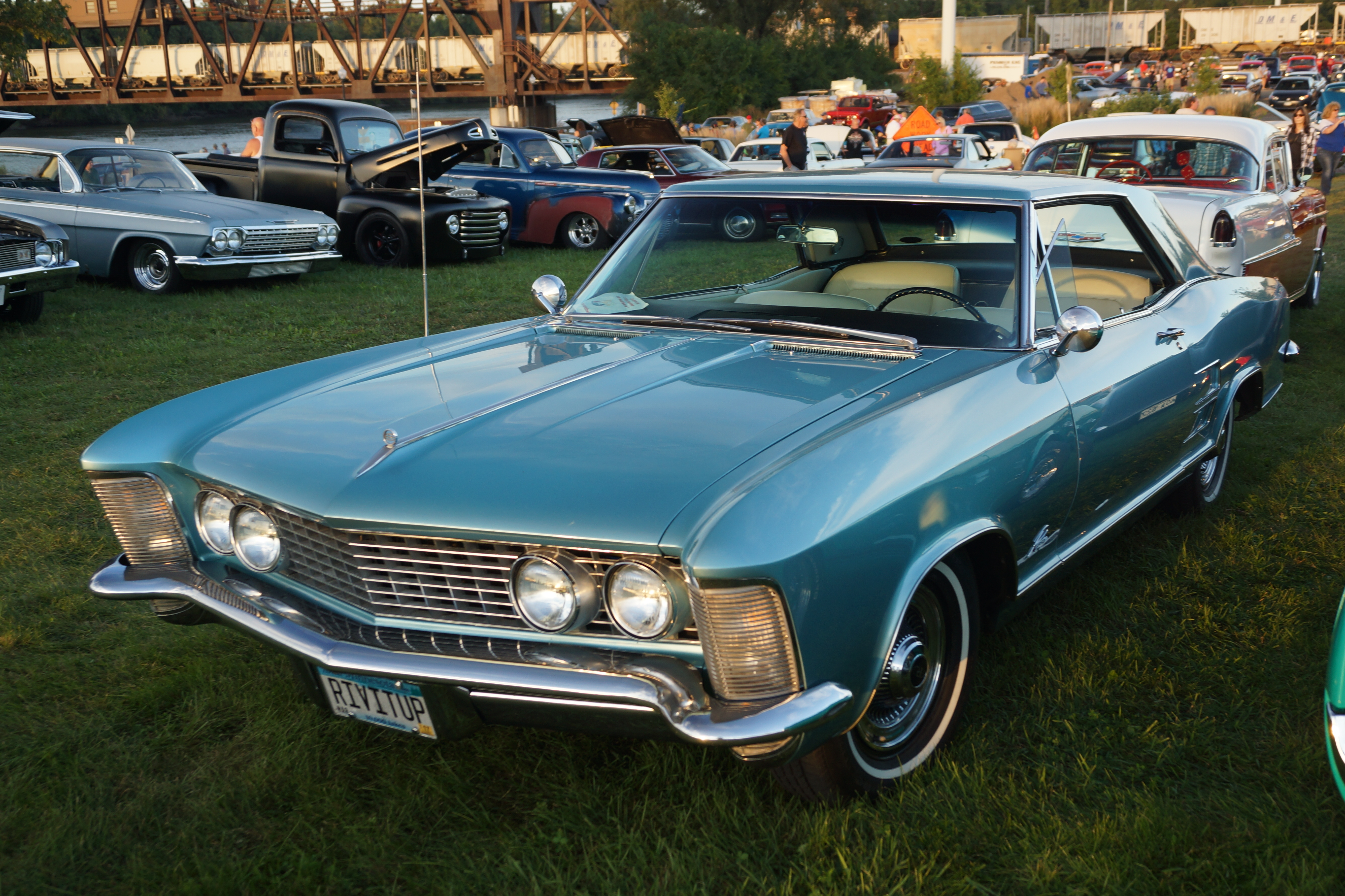
مدل ۱۹۶۴

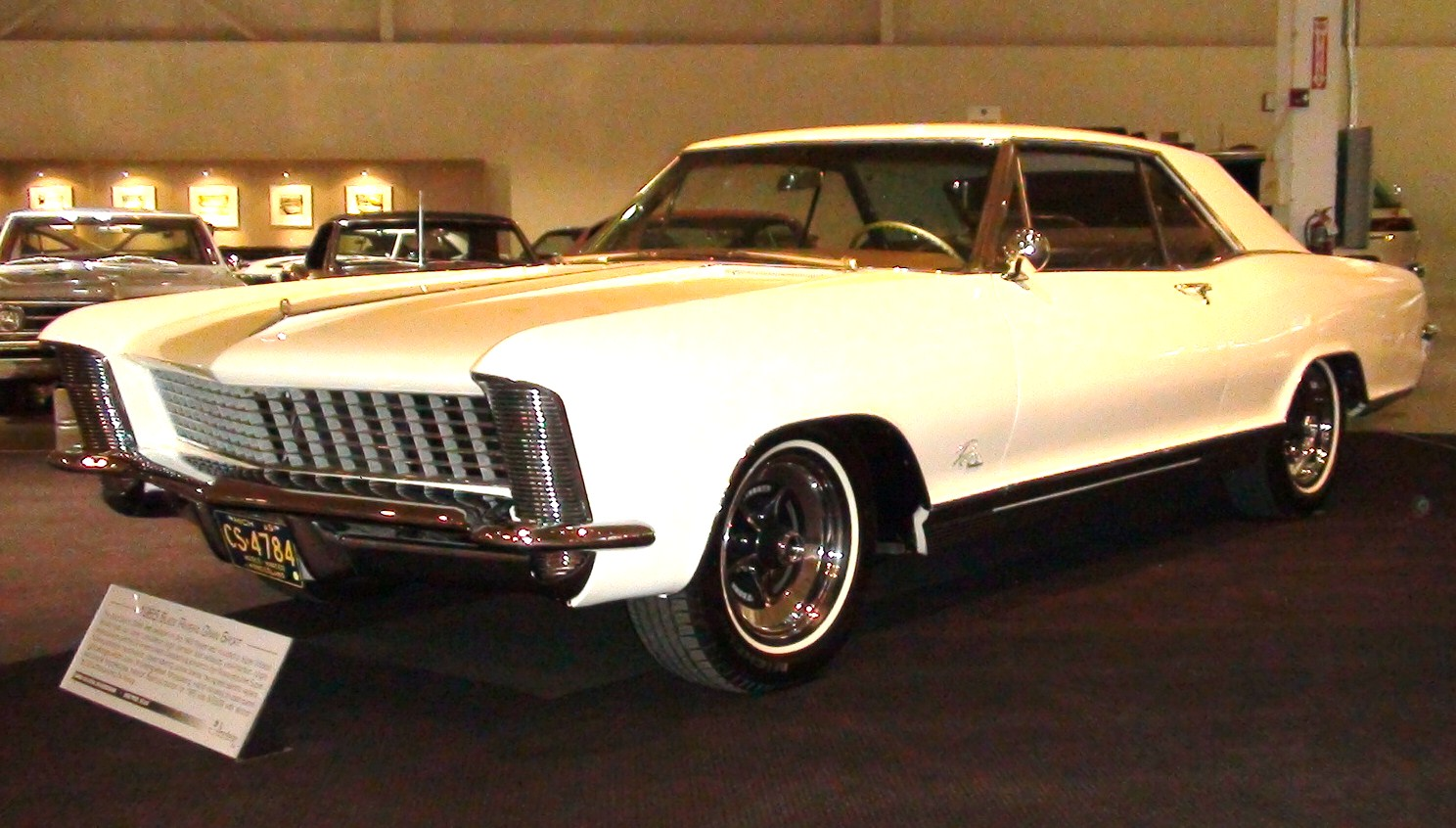
بیوک ریویرا جی اس ۱۹۶۵

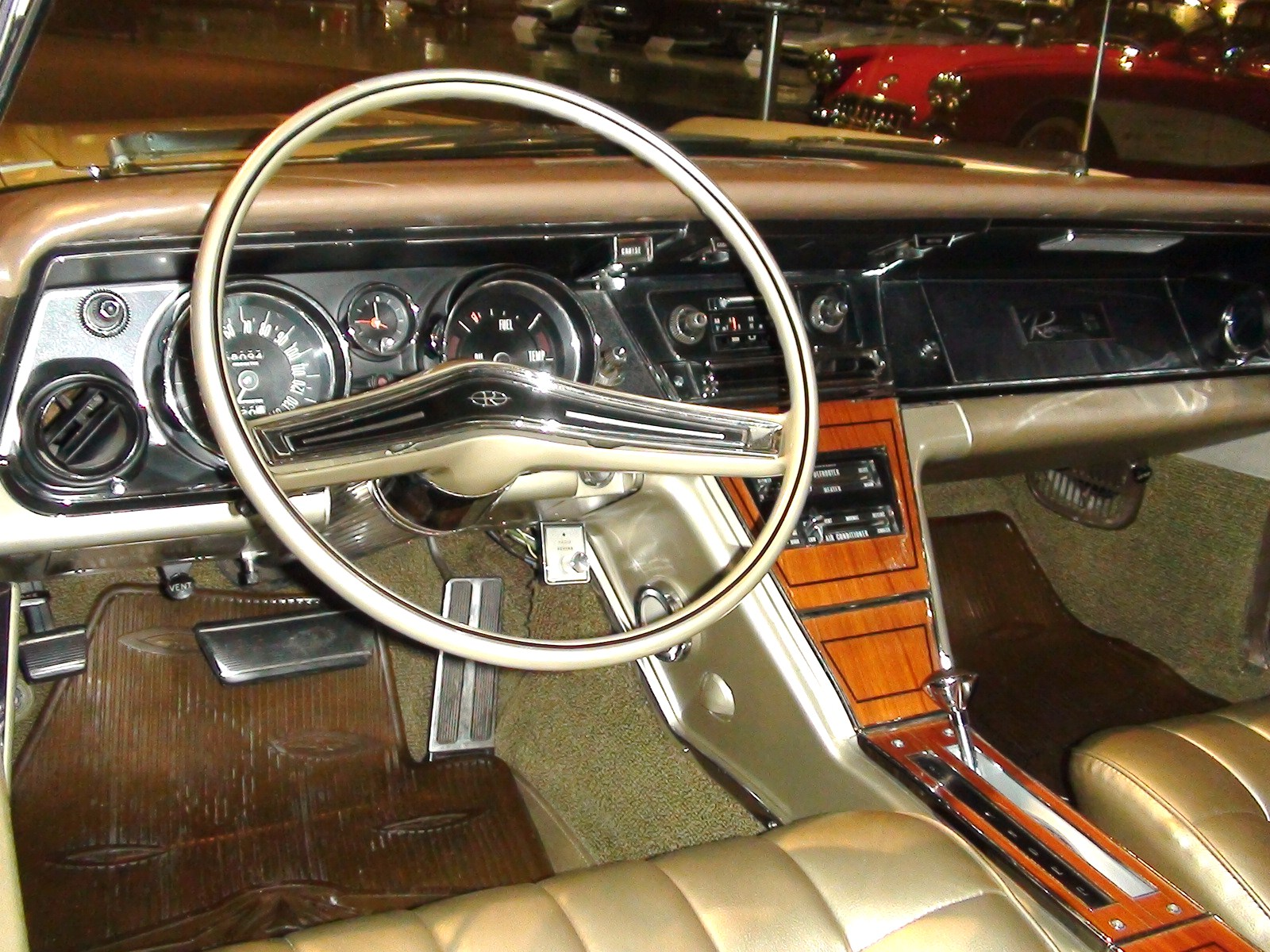
نمای داخل ریویرا جی اس ۱۹۶۵

نسل اول ریویرا در ۴ اکتبر ۱۹۶۲ با بدنه‌ای خاص و منحصربفرد نسبت به دیگر تولیدات متمایز بود داخل، ریویرا دارای یک کابین مجلل چهار نفره که برخلاف صندلی‌های نیمکتی شکل با صندلی‌هایی با کناره‌های بلند اصطلاحاً سطلی شکل ساخته شده و شامل یک کنسول مرکزی و محفظه ذخیره‌سازی تعبیه شده قسمت جلویی را تقسیم می‌کند. انتخاب‌ها برای تزیینات داخلی شامل تمام وینیل، پارچه و وینیل، یا چرم اختیاری بود. یک آپشن داخلی لوکس شامل استفاده از چوب گردوی واقعی روی درها و زیر شیشه‌های جانبی عقب بود. گزینه‌های اضافی شامل فرمان شیب‌دار، شیشه‌های برقی، صندلی برقی راننده، تهویه مطبوع، آینه بغل کنترل از راه دور و لاستیک‌های دیواره سفید هستند

## نسل دوم ۱۹۶۶ تا ۱۹۷۰

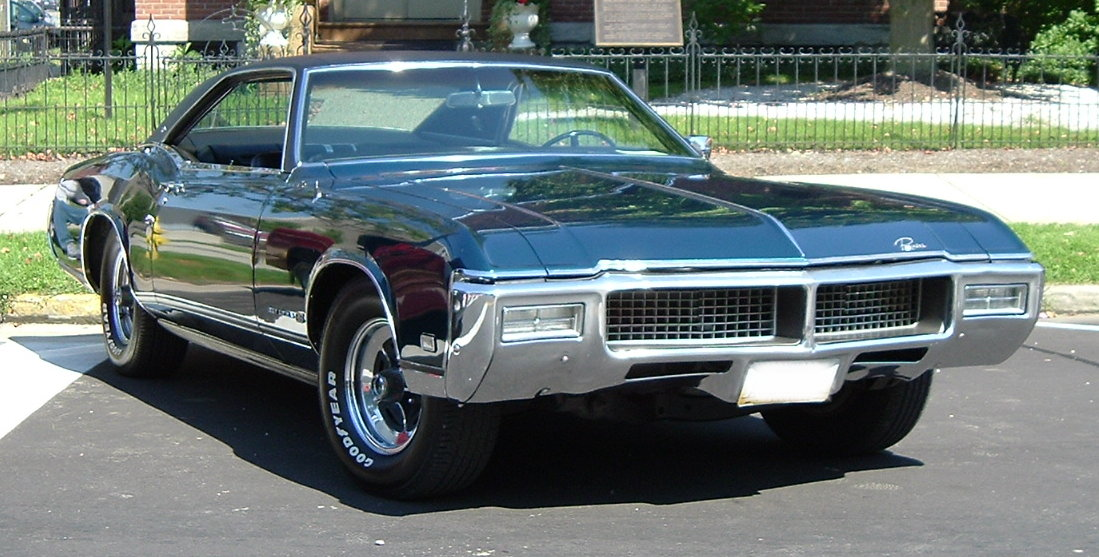
ریویرا جی اس مدل ۱۹۶۸

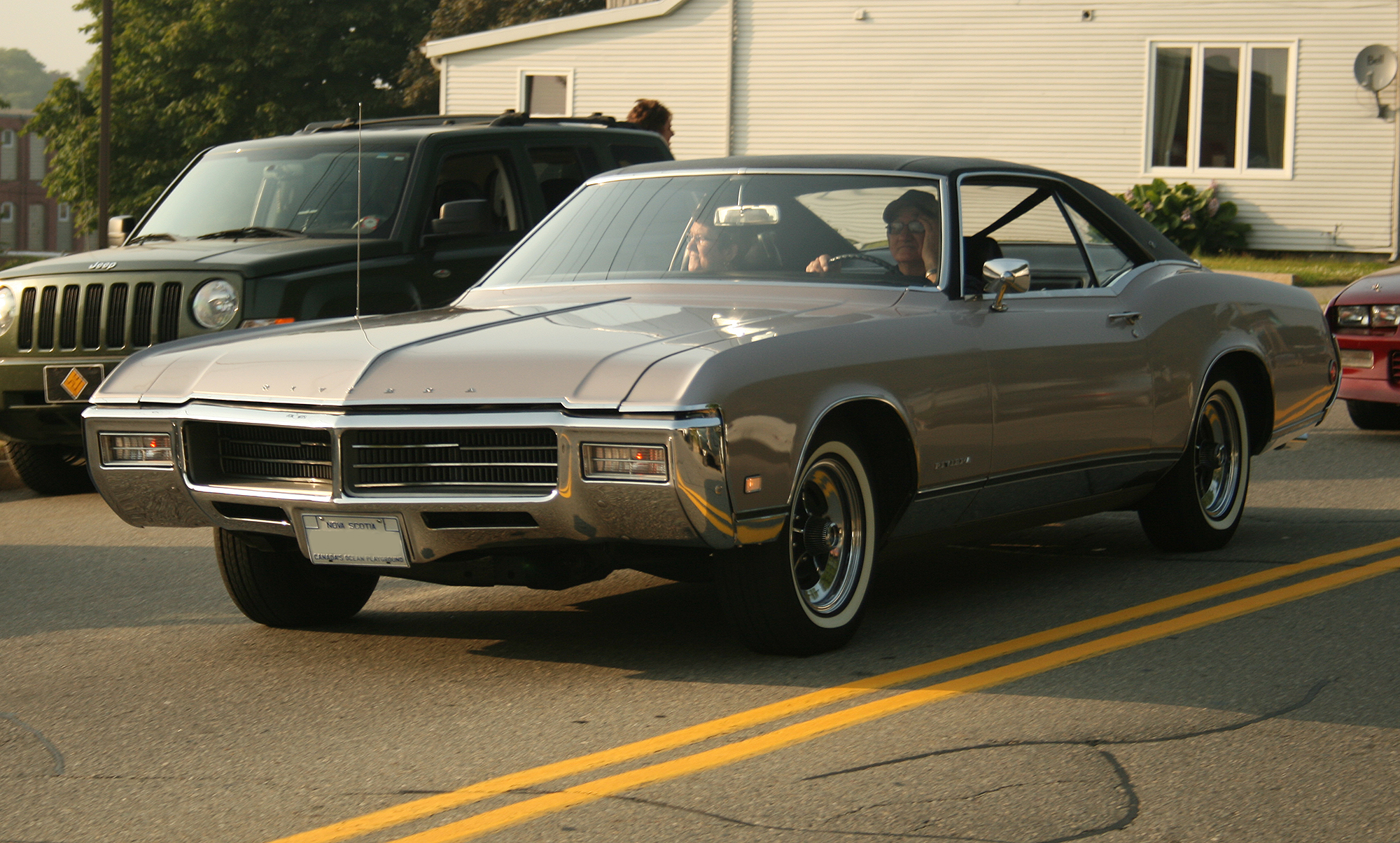
ریویرا مدل ۱۹۶۹

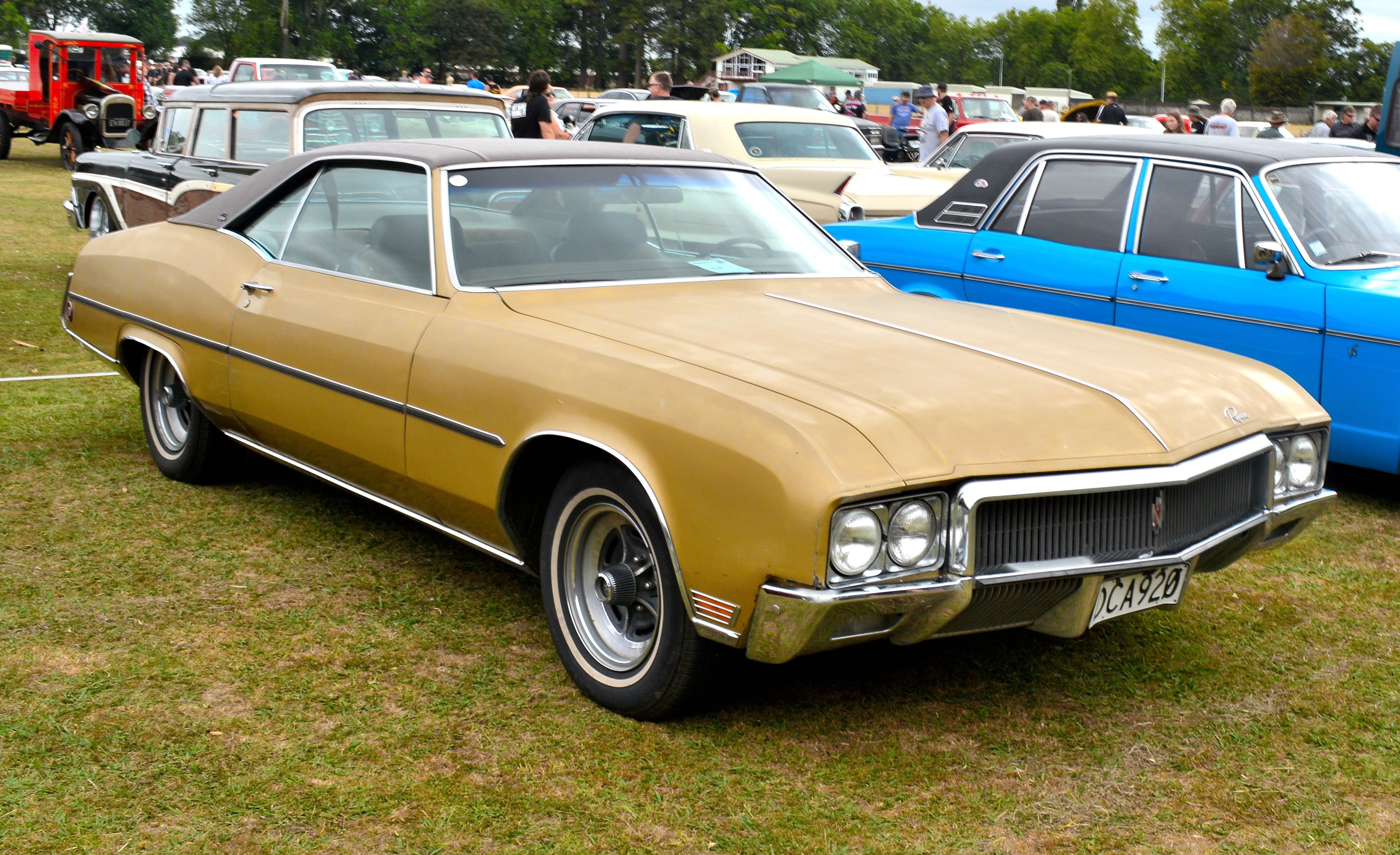
ریویرا مدل ۱۹۷۰

ریویرا برای مدل سال ۱۹۶۶ بازطراحی شد. این قاب صلیبی شکل X، سیستم انتقال قدرت و ترمزهای خود را حفظ کرد، اما بدنه جدید خمیده‌اش طولانی‌تر، عریض‌تر و ۹۱ کیلوگرم سنگین‌تر بود. پنجره‌های هواکش، ویژگی‌ای که جنرال موتورز در دهه ۱۹۳۰ معرفی کرده بود، وجود نداشت. چراغ‌های جلو مخفی می‌ماندند، اما اکنون در زمانی که استفاده نمی‌شوند، پشت جلوپنجره می‌چرخند و بار دیگر به صورت افقی ظاهر می‌شوند. حجم اضافه شده به خودرو با توجه به عدم تغییر در موتور شتاب را کاهش داد.

## نسل سوم۱۹۷۱ تا ۱۹۷۳

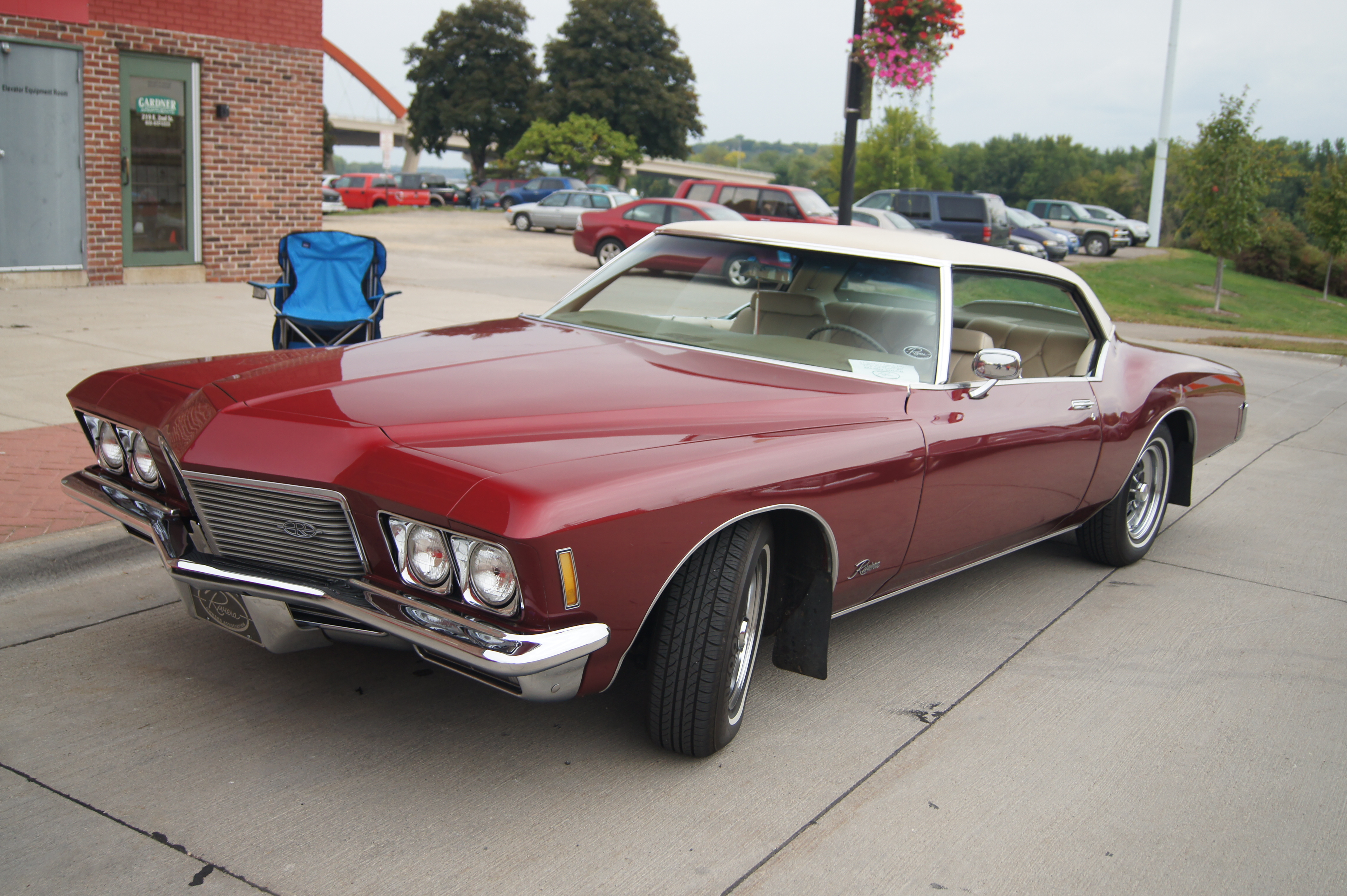
ریویرا مدل ۱۹۷۱

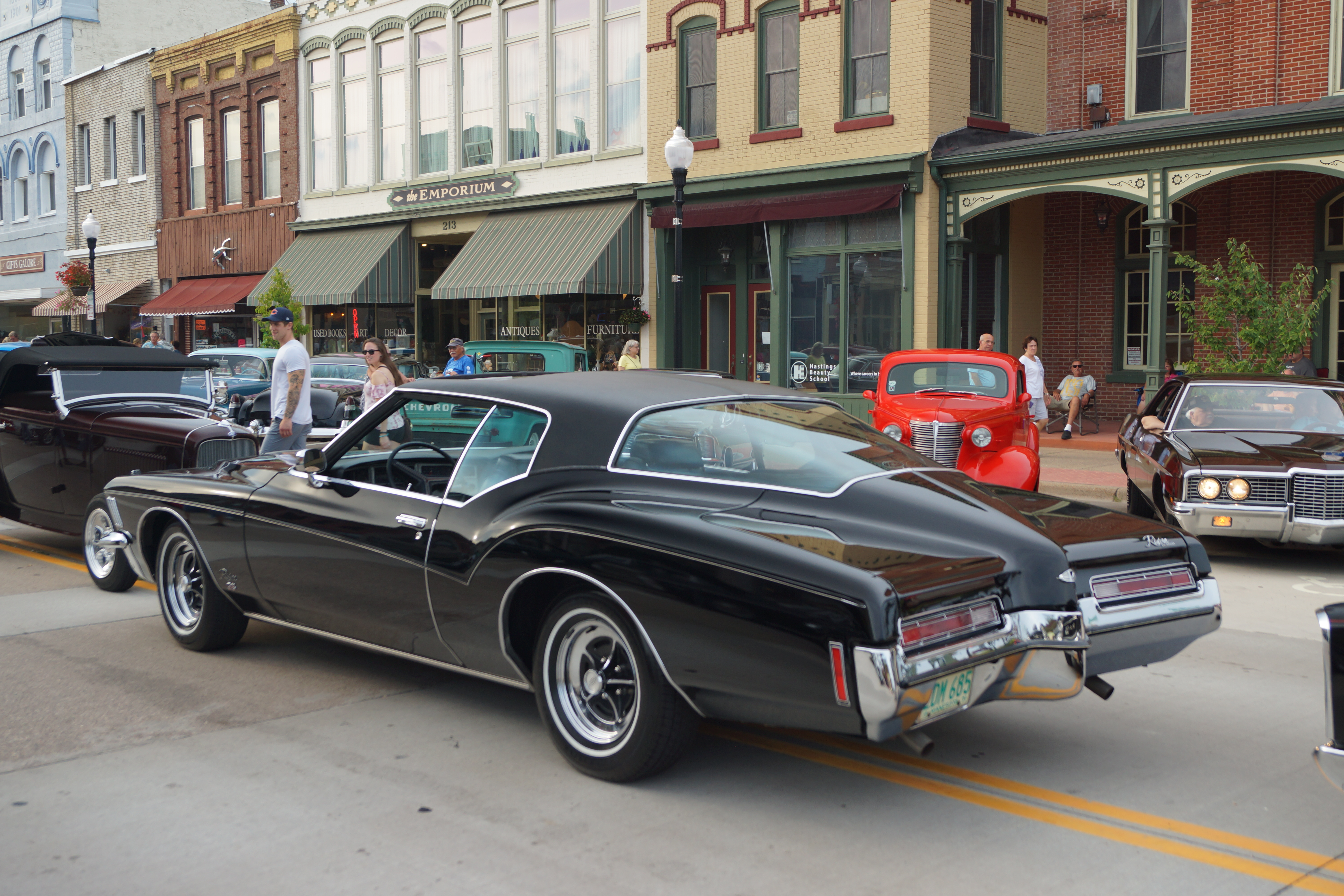
ریویرا مدل ۱۹۷۲

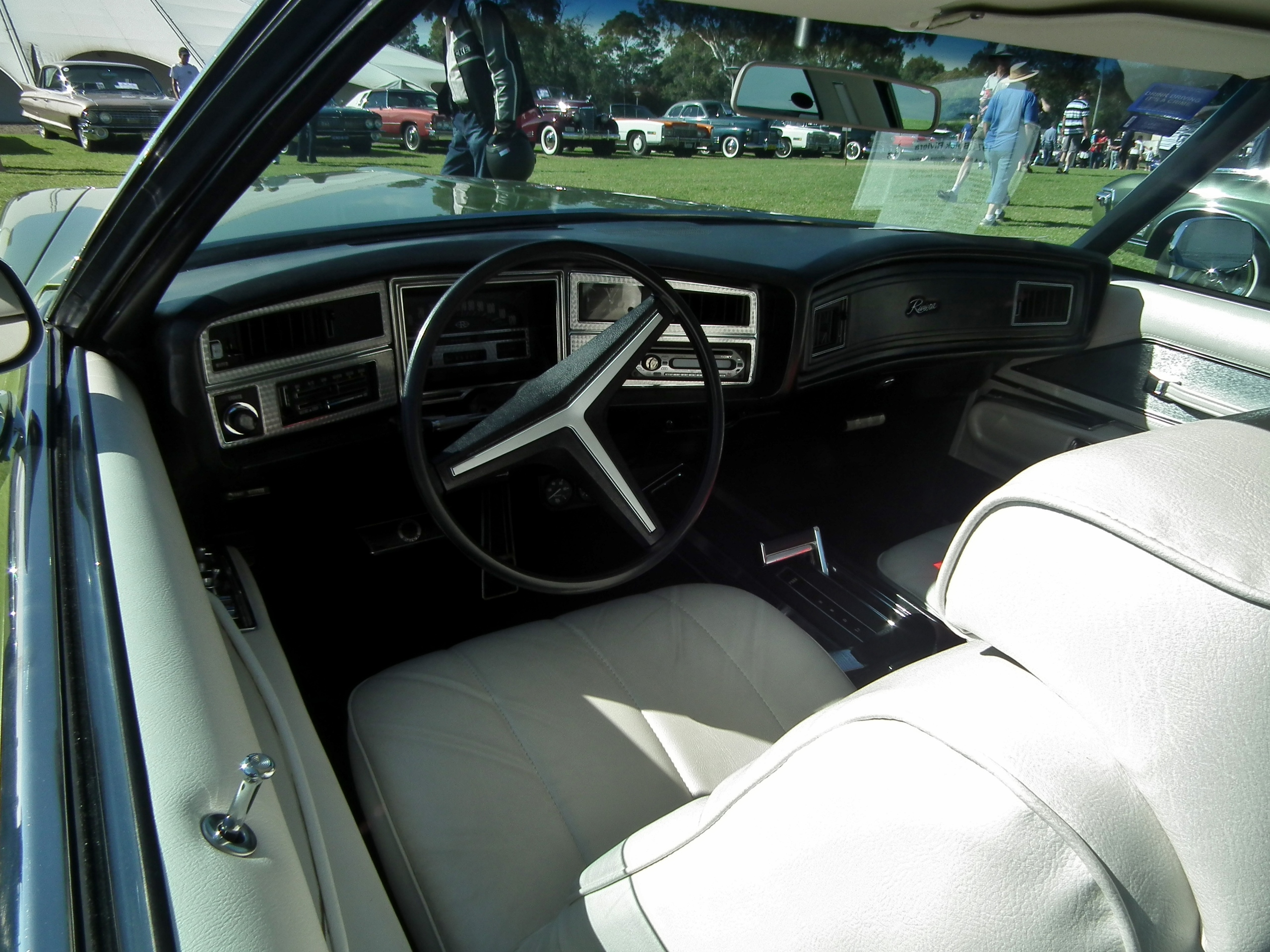
نمای داخلی ریویرا مدل ۱۹۷۱

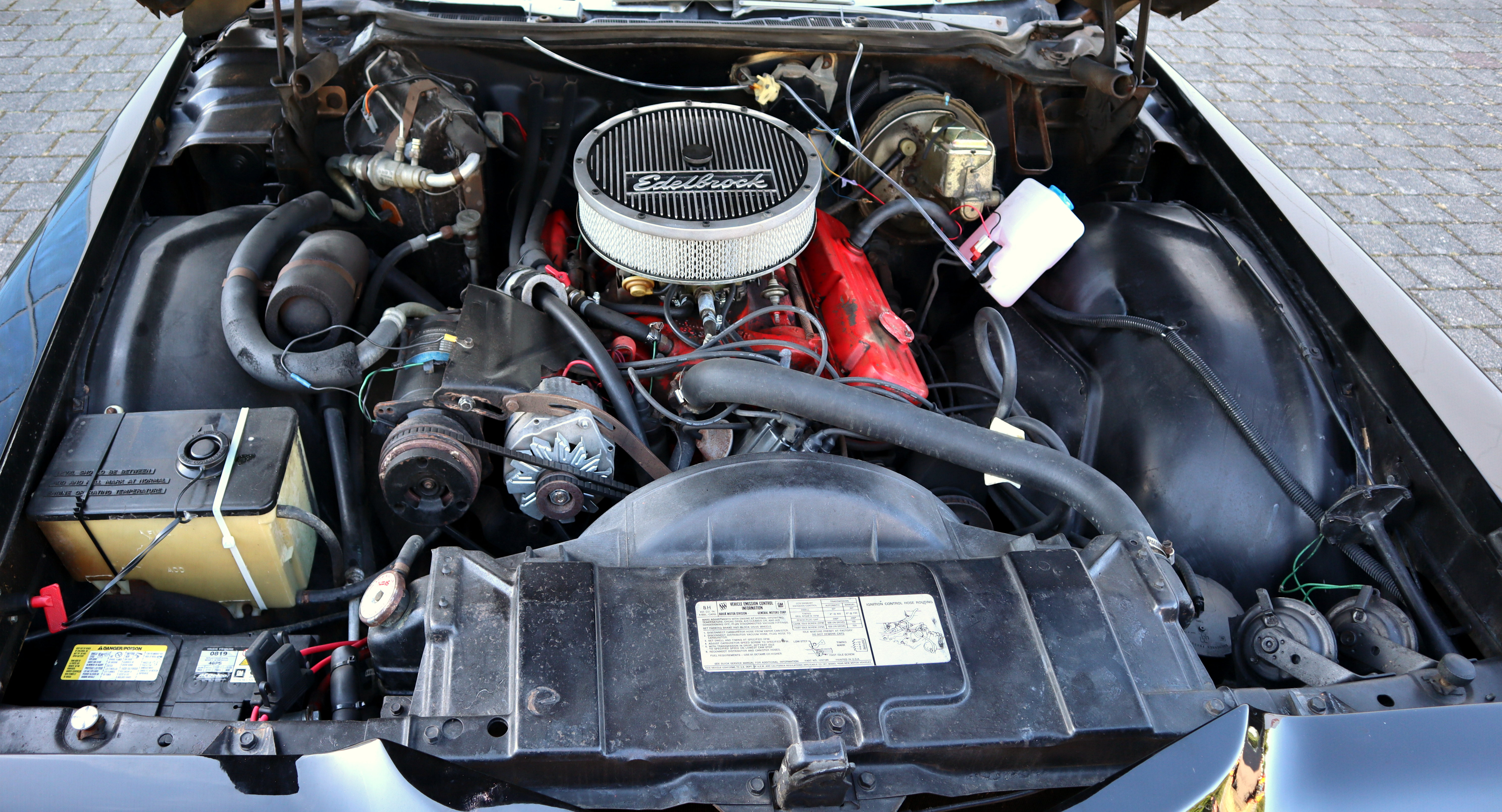
موتور ۸ سیلندر ریویرا ۱۹۷۱

ریویرا برای مدل سال ۱۹۷۱ با سبکی روان و دراماتیک «دم قایق» به‌طور اساسی بازطراحی شدکه تحت هدایت بیل میچل طراحی شد، توسط جری هیرشبرگ ترسیم شد و با شیشه دو تکه عقب فست بک، الهام گرفته از کوروت استینگری کوپه ۱۹۶۳، تولید شد.

## نسل پنجم۱۹۷۷ تا ۱۹۷۸

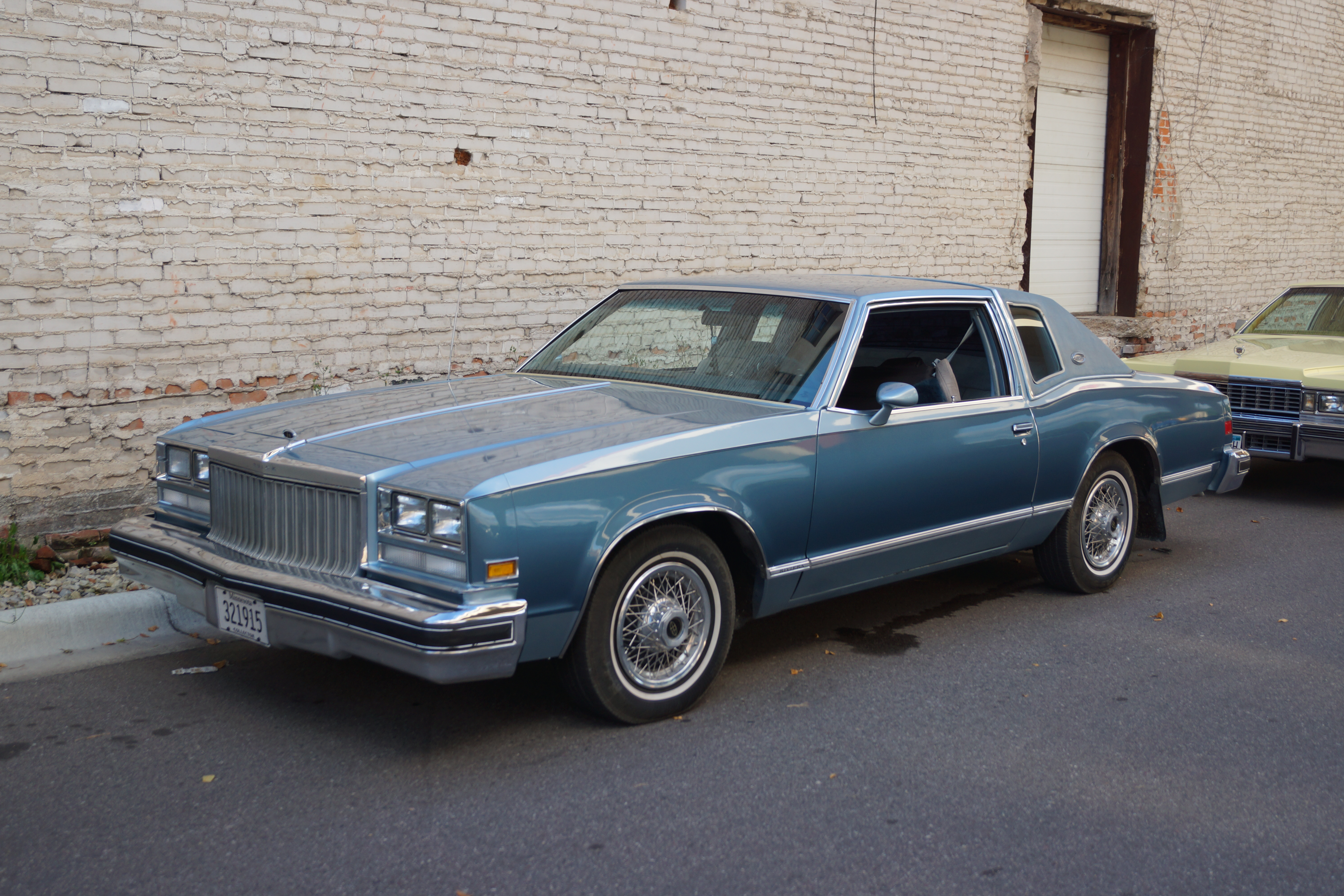
مدل ۱۹۷۷

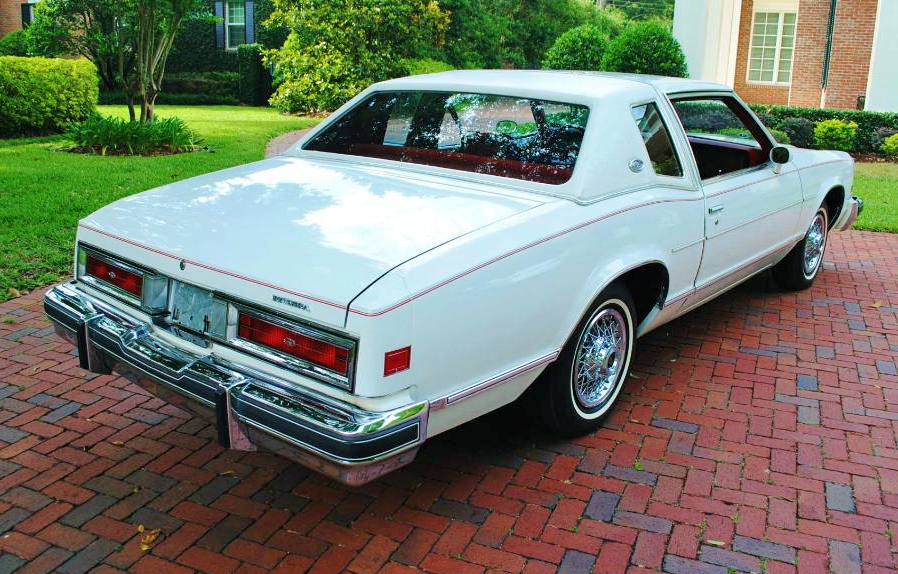
مدل ۱۹۷۸

## نسل ششم۱۹۷۹ تا ۱۹۸۵

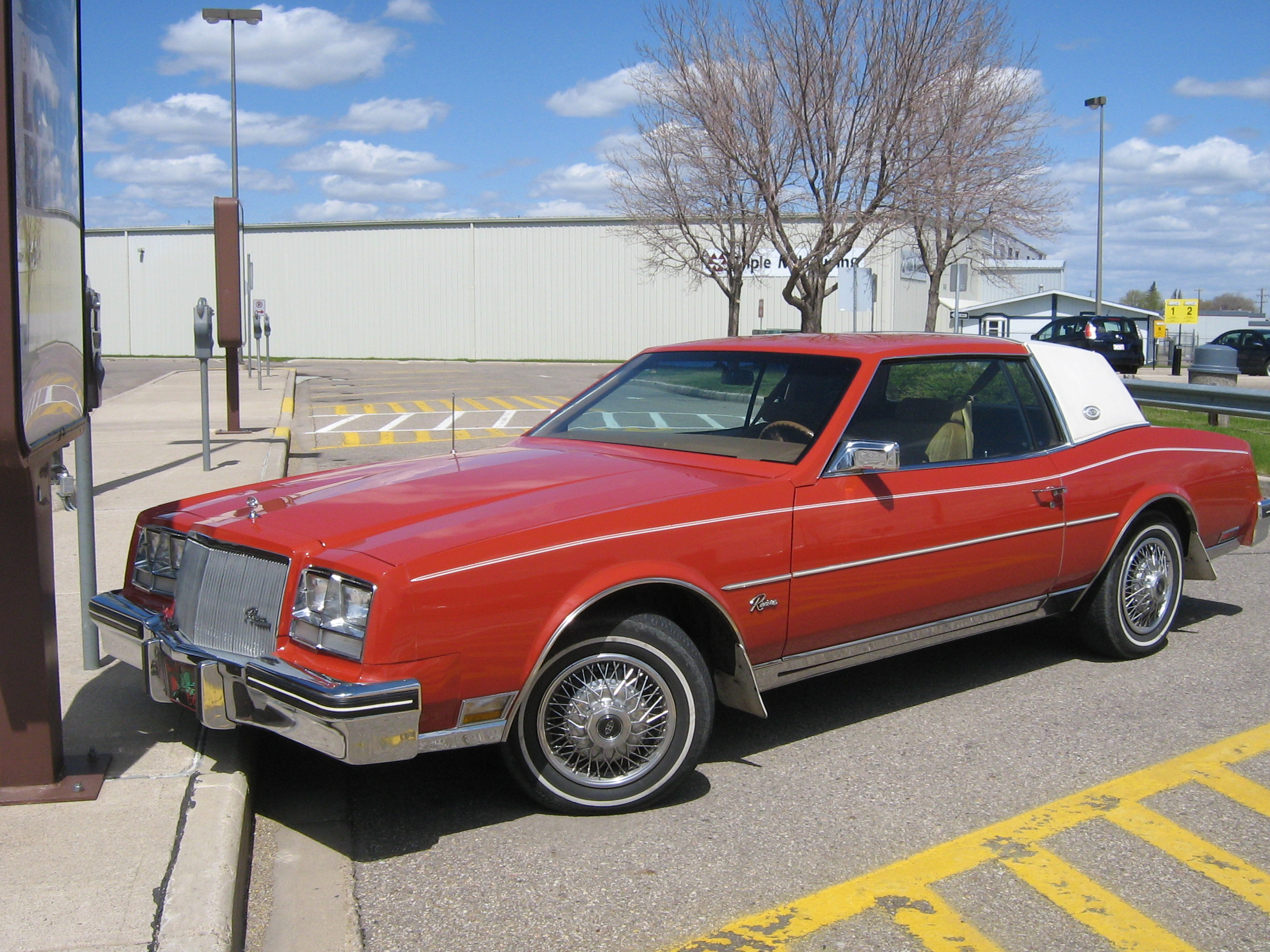
ریویرا کوپه

## نسل هفتم۱۹۸۶ تا ۱۹۹۳

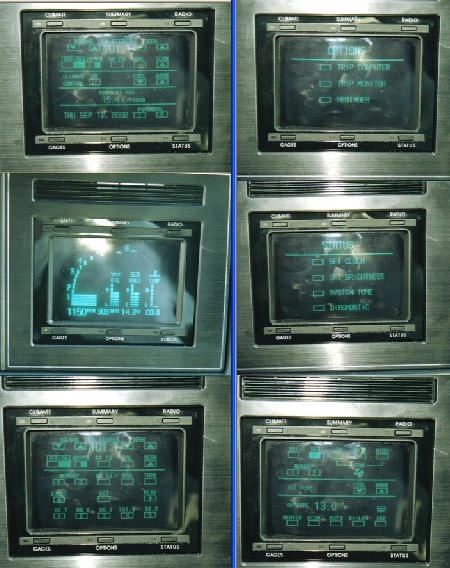
گرافیک صفحه کنترل بیوک

## مدل‌های مفهومی
در سال ۲۰۰۷ در نمایشگاه خودروی شانگهای، بیوک یک کوپه مفهومی به نام ریویرا را بر اساس پلت فرم جنرال موتورز با نام اپسیلون معرفی کرد این مدل مفهومی بعداً در نمایشگاه بین‌المللی خودرو آمریکای شمالی در سال ۲۰۰۸ نیز نشان داده شد.
این مدل توسط مرکز فنی خودرو پان آسیا (PATAC) طراحی شده‌است. این طرح الهام گرفته از بیوک‌های کلاسیک، مصنوعات چینی باستانی و آیکون‌های الکترونیکی مدرن است که شامل نور پس‌زمینه سبز یخی، بدنه Shell Blue، درهای بال مرغان، پیکربندی صندلی‌های ۲+۲، و چرخ‌های آلومینیومی فورج شده ۱۰ پره ۲۱ اینچی است.
اولین بار در سال ۲۰۱۳ این خودروی مفهومی ریویرا در نمایشگاه بین‌المللی صنعت خودرو شانگهای نمایش گذاشته شد طراحی آن دوباره توسط مرکز فنی خودروی پان آسیا(PATAC) توسعه یافت. دارای درب‌های گالوینگ و یک خط محرکه برقی پلاگین و همچنین فرمان چهار چرخ (Quadra)، سیستم تعلیق کنترل شده الکترومغناطیسی با فنرهای هوا، ستون شفاف A و شارژ بی‌سیم است.